# Durante la tormenta
Durante la tormenta is een Spaanse film uit 2018, geregisseerd door Oriol Paulo.

## Verhaal
Vera is een gelukkig getrouwde moeder. Op een dag blijkt ze in staat om via de televisie te communiceren met een jongetje dat 25 jaar geleden om het leven is gekomen. Ze is in staat hem te waarschuwen, waardoor ze zijn leven redt. Doordat ze de geschiedenis heeft veranderd, ontwaakt ze in een nieuwe realiteit, waarin ze een andere baan heeft, haar man haar niet herkent en haar dochter nooit geboren is.

## Rolverdeling
| Acteur                   | Personage       |
| ------------------------ | --------------- |
| Adriana Ugarte           | Vera Roy        |
| Chino Darín              | Inspector Leyra |
| Javier Gutiérrez Álvarez | Ángel Prieto    |
| Álvaro Morte             | David Ortiz     |
| Nora Navas               | Clara Medina    |
| Miquel Fernández         | Aitor Medina    |
| Clara Segura             | Hilda Weiss     |

## Ontvangst

### Recensies
Op Rotten Tomatoes geeft 71% van de 7 recensenten de film een positieve recensie, met een gemiddelde score van 5,67/10.
De Volkskrant tipte de film en omschreef de film als "onderhoudend, zij het enigszins kolderieke sciencefiction".